# Konosuba

Logo van de serie

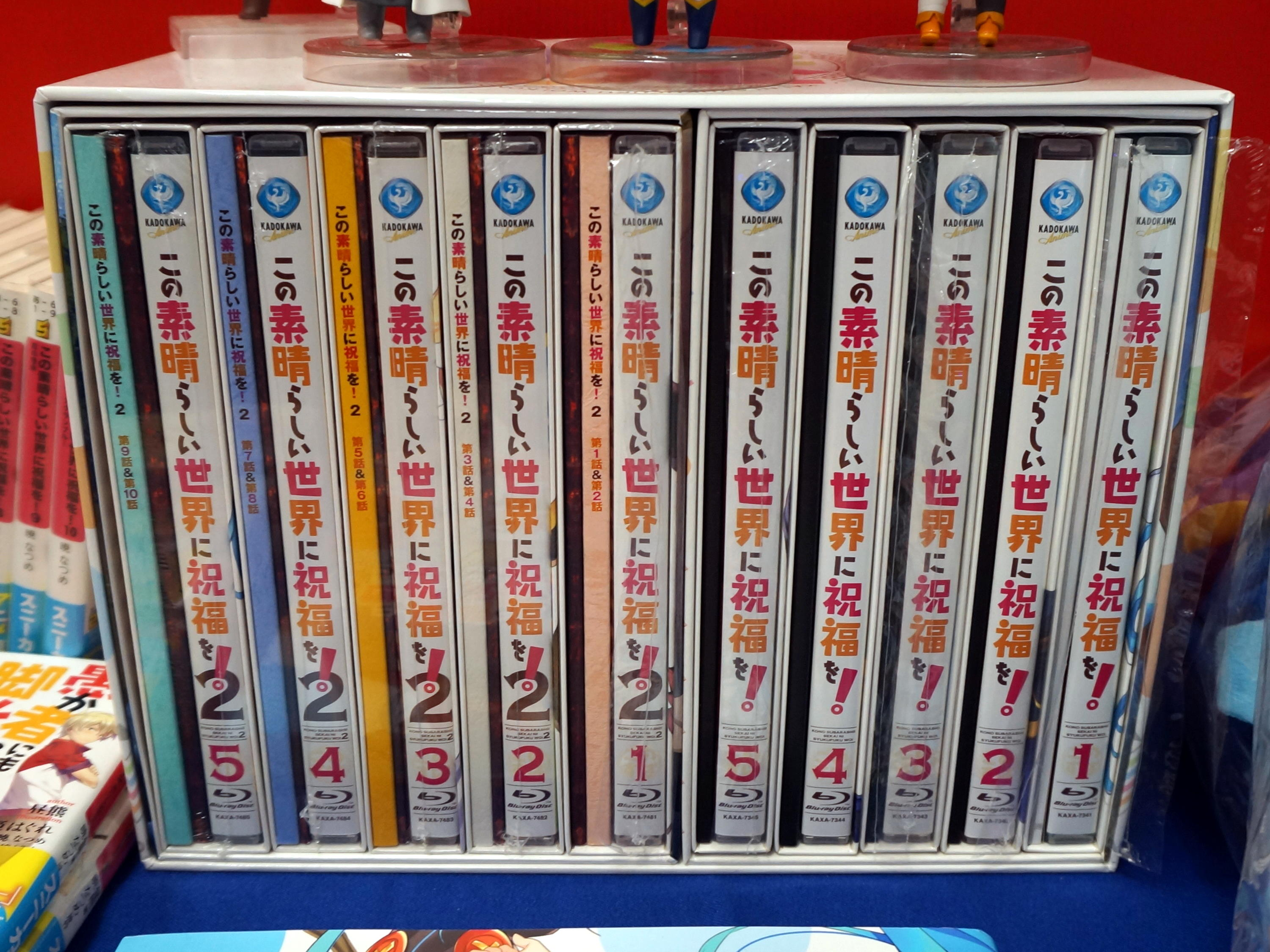
Blu-ray-verzameling

KonoSuba: God's Blessing on this Wonderful World! (この素晴らしい世界に祝福を!, Kono Subarashii Sekai ni Shukufuku), afgekort tot KonoSuba, is een Japanse light novel geschreven door Natsume Akatsuki. De eerste serie, bestaande uit 17 delen, liep van 1 oktober 2013 tot 1 mei 2020 en is gepubliceerd door Kadokawa Shoten.

## Plot
De serie gaat over Kazuma Satō, een jongen die na zijn overlijden in een fantasiewereld terecht komt. Hij vormt een groep met een godin, een tovenaar en een kruisvaarder om te vechten tegen de monsters in die wereld. Vanwege de gebrekkige capaciteiten van de groep, besluit Kazuma om niet langer te vechten tegen de Devil King, en in plaats hiervan een luxueus leven te leiden.

## Media
De oorspronkelijke serie verscheen eind 2012 als een zesdelige novelle. In mei 2019 werd een manga uitgebracht van de serie, en vanaf begin 2016 werd op de Japanse televisiezender Tokyo MX een animeserie uitgezonden die uit 20 afleveringen bestaat. In 2017 verscheen een computerspel van de serie voor de PlayStation Vita en PlayStation 4 die door Ubisoft is gepubliceerd.

## Ontvangst
De KonoSuba-serie werd positief ontvangen. Er waren in februari 2017 drie miljoen gedrukte exemplaren verkocht. Men prees de komedie, muziek en parodieën van het isekai-genre. Kritiek was er op de inconsequente animatie van de personages die goedkoop aanvoelden.